# الشهادات الطبية للطيارين

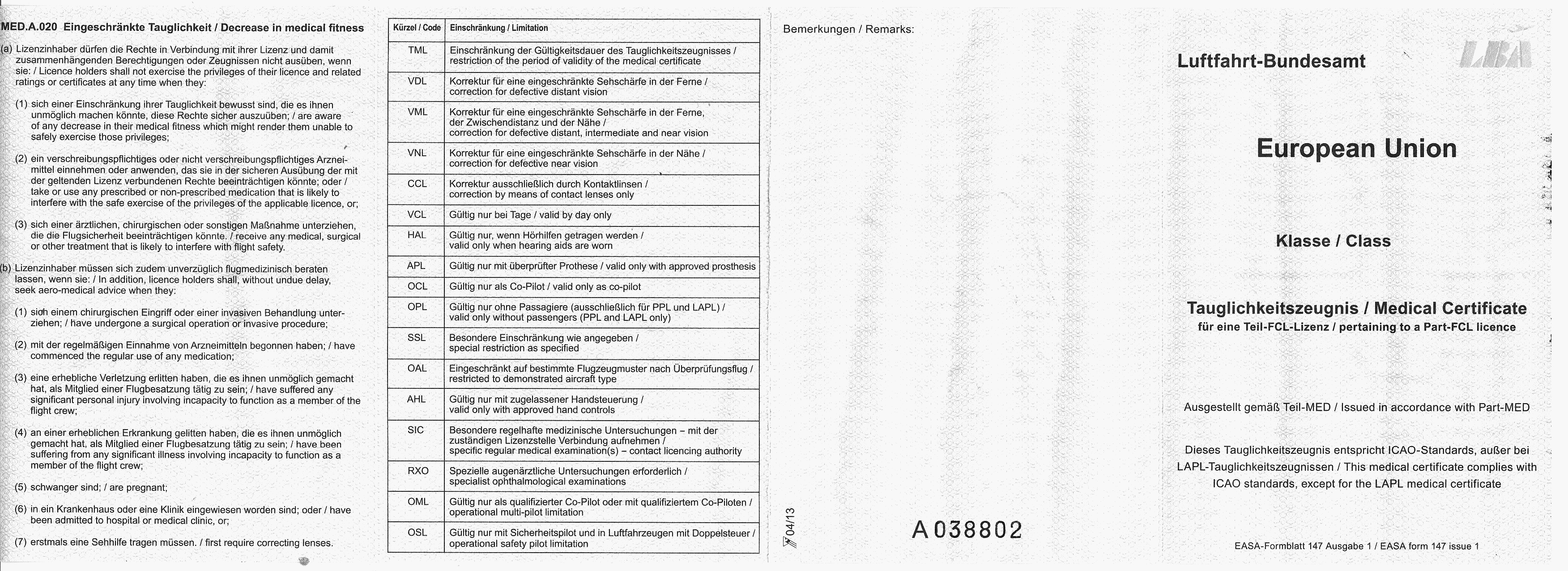

في الولايات المتحدة الأمريكية، يوجد ثلاث فئات من الشهادات الطبية للطيارين; حيث يجب الحصول على هذه الشهادات للتمتع بالامتيازات الخاصة بـ ترخيص أو اعتماد الطيارين بطريقة قانونية. ويلزم الحصول على كل شهادة عن طريق طبيب معتمد من وكالة الطيران الفيدرالية لأي شخص يتمتع بالسلامة الجسدية والعقلية. 

## فئات الشهادات
هناك ثلاث فئات، وهي:
- شهادة طبية من الدرجة الثالثة: وهي ضرورية للتمتع بامتيازات رخصة الطيار الخاص أو الطيار الخاص. ويمكنك أيضًا الاستمتاع بامتيازات شهادة الطيار الترفيهي أو شهادة الطيار الطالب أو شهادة مرشد الطيران مع هذه الشهادة الطبية. وتنتهي مدة صلاحية هذه الشهادة في الولايات المتحدة بعد 60 شهرًا ميلاديًا لأي شخص دون سن الأربعين عامًا أو بعد 24 شهرًا لأي شخص فوق الأربعين.
- شهادة طبية من الدرجة الثانية: وهي ضرورية للتمتع بامتيازات رخصة الطيار التجاري أو الطيار التجاري. وتنتهي صلاحية هذه الشهادة في الولايات المتحدة بعد 12 شهرًا ميلاديًا.
- شهادة طبية من الدرجة الأولى: وهي ضرورية للتمتع بامتيازات رخصة طيار النقل الجوي أو طيار النقل الجوي. تنتهي صلاحية هذه الشهادة في الولايات المتحدة الأمريكية بعد (12 شهرًا ميلاديًا لمن هم دون سن الأربعين) (6 أشهر لمن هم فوق سن الأربعين) بالنسبة للعمليات التي تتطلب الحصول على شهادة طبية من الفئة الأولى؛ أو 12 شهرًا ميلاديًا بالنسبة للعمليات التي تتطلب الحصول على شهادة طبية من الفئة الثانية؛ أو 24 أو 36 شهرًا ميلاديًا، كما هو منصوص عليه في المادة 61.23، بالنسبة للعمليات التي تتطلب الحصول على شهادة طبية من الفئة الثالثة.

وعند انتهاء صلاحية الشهادة، يُسمح باستخدامها للتمتع بامتيازات أعلى مستوى لم تنتهِ صلاحيته بعد. فعلى سبيل المثال، يمكن استخدام شهادة الفئة الأولى الأمريكية بعد تسعة أشهر كشهادة الفئة الثانية.

## الفحوصات البدنية للطيران
يجب على العسكريين والمدنيين اجتياز الفحوصات الطبية الدورية الروتينية التي يطلق عليها بشكل غير رسمي «الفحوصات البدنية للطيران» من أجل الحصول على الترخيص أو الشهادة الطبية التي تؤهلهم للطيران. يقوم الطيارون العسكريون بإجراء الفحص الطبي عند طبيب الطيران، وهو طبيب عسكري مؤهل لإجراء هذه الفحوصات الطبية. باستثناء طياري الطائرات الشراعية وطياري المنطاد وطياري الطائرات الرياضية، يجب على الطيارين المدنيين في الولايات المتحدة ومعظم الدول الأخرى إجراء الفحوصات البدنية للطيران من أي طبيب مدني معروف كـ طبيب طيران (AME). والأطباء المتخصصون في الطيران هم أطباء يتم تعيينهم وتدريبهم من قبل وكالة الطيران الفيدرالية بغرض فحص الأشخاص والتعرف على لياقتهم البدنية من أجل القيام بالمهام الخاصة بالطيران. ويعتبر التقييم الطبي للطيارين الذي يقوم بإجراؤه طبيب الطيران وسيلة هامة للحفاظ على الصحة العامة.
فالطيران له عواقب محتملة وخيمة إذا لم يتم بطريقة صحيحة وعناية لازمة. ومن غير الصحيح والمعقول أن يقوم بأعمال الطيران أي شخص غير صالح للطيران، ومن غير الآمن أن يطير الشخص غير المؤهل طبيًا كطيار على متن طائرة. يتم تطبيق الفحوصات السنوية على جميع الطائرات حتى يتم التأكد من تطابق هذه الطائرات مع الحد الأدنى من معايير السلامة. وتحقق الاختبارات الطبية الروتينية نفس الهدف بالنسبة للطيارين. فعندما يتم الانتهاء من الفحص السنوي للطائرة بنجاح، يقوم القائم بعمليات الفحص بالتصديق على ذلك في السجلات؛ الأمر الذي يقضى بصلاحية الطائرة للطيران. وبطريقة مشابهة، عندما يجتاز أي طيار الفحوصات الطبية الخاصة بالطيران بطريقة ناجحة، فإن الطبيب يقوم بالتصديق على الشهادة الطبية للطيارين وبمقتضى ذلك يحمل الطيار هذه الشهادة بعد ذلك عند القيام بمهام الطيران. وهذا دليل على أن الطيار قد اجتاز المعايير القياسية الطبية الخاصة بمهام الطيران على متن الطائرة.

### أنواع الفحوصات البدنية للطيران
تُلزم لوائح الطيران الفيدرالي في الولايات المتحدة الطيارين والمراقبين للحركات الملاحية بإجراء الفحوصات البدنية الدورية الخاصة بالطيران حتى يتسنى لهم تنفيذ مهام الطيران الموكلة إليهم. وتنبع سلطة هذه القوانين من قانون اللوائح الفيدرالية المادة 61 والمادة 67. وتصف اللوائح الفيدرالية ثلاث فئات من الشهادات الطبية وهي : الشهادات الطبية من الدرجة الثالثة للقيام بواجبات الطيار الخاص فقط. ولهذه الشهادات متطلبات طبية أقل تقييدًا وتعتبر هذه الشهادات صالحة لمدة خمس سنوات للمتقدمين تحت سن الأربعين وسنتين للمتقدمين في سن الأربعين فأكثر. أما الشهادة الطبية من الدرجة الثانية فهي للمهام التجارية وليست لمهام شركات الطيران وكذلك مهام الطيار الخاص. ويلزم الحصول على هذه الشهادة من أجل استخدام الطائرات التي تقوم برش المحاصيل الزراعية، وطياري الطائرات المستأجرة، وطياري الشركات، وأي شخص آخر يمارس أعمال الطيران بطريقة تجارية. وتعتبر هذه الشهادة صالحة لمدة سنة واحدة للقيام بالأنشطة التجارية وسنتين أو خمس سنوات للطيار الخاص ويتم استخدام الشهادة على أساس السن الخاص بالطيار. يلزم الحصول على الشهادة الطبية من الدرجة الأولى للطيارين التابعين لشركات النقل الجوي العاملين في الخطوط الجوية المنتظمة. وهذه الشهادات تستلزم إجراء فحوصات طبية أكثر تعقيدًا بما في ذلك مخطط القلب الكهربائي (EKG). ويجب عمل مخطط القلب الكهربائي للحصول على شهادة الدرجة الأولى للمتقدمين في سن 35 عامًا والمتقدمين في سن 40 عامًا ويتم القيام بذلك كل عام. وتعتبر شهادات الدرجة الأولى صالحة للقيام بالواجبات الخاصة بالطيران على متن طائرة تابعة لشركة طيران لمدة عام واحد للمتقدمين دون سن الأربعين وستة أشهر للمتقدمين في سن الأربعين فأكثر. وتعتبر هذه الشهادة صالحة طوال العام كما هو الحال في شهادات الدرجة الثانية الخاصة بالأنشطة التجارية الأخرى ولمدة سنتين أو خمس سنوات للقيام بمهام الطيار الخاص. وقد تم تناول المتطلبات الطبية بالتفصيل لكل فئة خاصة باختبار الطيار في قانون اللوائح الفيدرالية المادة 67.
لا يتطلب التصنيف الأحدث للطيارين في الولايات المتحدة إجراء أي فحوصات بدنية رسمية خاصة بالطيران. ويمكن لأي طيار الطيران على متن أي طائرة من النوع الخفيف بغرض الرياضة بشرط الحصول على شهادة طيار رياضي أو شهادة طيار ترفيهي والحصول على رخصة القيادة الأمريكية من أي ولاية. ويستطيع الطيارون ممن ليس لديهم رخصة قيادة أو شهادة طبية للطيار ممارسة أعمال الطيران، ولكن تقتصر مهام الطيران على الأنشطة غير التجارية بالنسبة للطائرات الشراعية والمنطاد. ويجب على الطيار التصديق والإقرار على أنه خالٍ من العيوب الطبية التي تجعله غير قادر على الطيران بأي طائرة. وقد تم تناول المتطلبات الطبية الخاصة بالطيار الرياضي بالتفصيل في قانون اللوائح الفيدرالية المادة 61.303.

## رفض الشهادة الطبية
من الممكن أن يقوم طبيب طيران أوهيئة الطيران الفيدرالية برفض الشهادة الطبية بناءً على فئة الشهادة المطلوب الحصول عليها من قبل أي طيار. وربما يرجع السبب في ذلك إلى الخضوع لأي عمليات جراحية حديثة أو تناول أي أدوية أو عدم القيام بأعمال الطيران نتيجة لارتكاب بعض المخالفات (مثل التورط في دعوى للمثول أمام القضاء للقيادة في حالة السكر) أو أي دعوى أخرى للمثول أمام القضاء تتعلق بالحالة الطبية للطيار. ويجوز للطيارين تقديم طعن بإنكار التهم الموجهة إليهم بما في ذلك الطعون المقدمة إلى المجلس الوطني لسلامة النقل. وتشمل عملية تقديم الطعن توافر المستندات الدقيقة والوافية التي تحمل في طياتها معلومات عن الحالة الطبية للطيار، وطرق المداواة التي يتم بها العلاج ومن الممكن أن يتم تقديم الفحص المتعلق بالحالة النفسية للطيار و/أو بعض المعلومات الأخرى. وعلى الرغم من أن أي طيار قد ينجح في القبول عن طريق الطعن، إلا أن هناك بعض المنظمات المهنية تقوم بتقديم المساعدة للطيارين في تقديم طعون رفض الشهادة الطبية.

## وصلات خارجية
- FAQs on medical certificate issuance difficulties from ARMA Research
- Options following medical certificate denial from the NTSB
- Guidelines for Medical Appeal from the FAA